# Rubén Dubrovsky
Rubén Dubrovsky (* 9. Oktober 1968 in Buenos Aires, Argentinien) ist ein argentinisch-italienischer Dirigent und Multiinstrumentalist.

## Leben
Rubén Dubrovsky stammt aus einer Künstlerfamilie, seine Mutter ist Pianistin und Klavierpädagogin italienischen Ursprungs, seine Schwester Irene Dubrovsky lebt als Malerin in Mexiko, der Dichter Gabriel Reches ist sein Cousin.
Mit fünf Jahren übersiedelte Rubén Dubrovsky mit seiner Familie nach Budapest, im Jahr 1978 kehrte die Familie wieder nach Argentinien zurück, wo Dubrovsky ein Violoncello-Studium am Conservatorio Nacional Superior de Música in Buenos Aires begann. 1990 zog er nach Deutschland und setzte sein Violoncello-Studium an der Hochschule für Musik Detmold bei Marcio Carneiro fort. Nach seinem Diplom 1995 übersiedelte er nach Wien. Weiteren Unterricht erhielt er unter anderem bei Eberhard Feltz (Kammermusik), Mario De Rose (Dirigieren), Eldar Issakadze (Violoncello) und Bernard Greenhouse (Violoncello). Er spielt neben dem klassischen Violoncello auch das fünfsaitige Violoncello piccolo sowie Barockgitarre, Colascione und diverse Percussion-Instrumente.
Rubén Dubrovsky ist mit der Geigerin Agnes Stradner verheiratet. Er spricht Deutsch, Spanisch, Italienisch, Französisch, Englisch und Portugiesisch.

## Bach Consort Wien
1999 gründete er gemeinsam mit Agnes Stradner, Gertraud Wimmer und Stefan Gottfried das Barock-Ensemble Bach Consort Wien. Dieses etablierte sich zu einem historisch-orientierten Ensemble, das an internationalen Musikzentren konzertierte. Seit 2005 tritt das Bach Consort Wien regelmäßig bei der Gesellschaft der Musikfreunde in Wien auf, weiters im Theater an der Wien, Mozarteum Salzburg, bei der styriarte, im Schloss Esterhazy in Eisenstadt, im Brucknerhaus Linz, bei den Internationalen Barocktagen Stift Melk, Händelfestspielen Halle, beim Festival Rhein Vokal, in Schwetzingen, Winterthur, Ancona, Zagreb, bei den Barockabenden Varaždin, bei Via Stellae/Santiago de Compostela, im Palau de la Musica Valencia, in Barcelona und beim Estoril Festival in Portugal.

## Third Coast Baroque
2016 gründete Rubén Dubrovsky das Vokal-Instrumentalensemble Third Coast Baroque in Chicago, dessen Artistic Director er ist und das Musik des 17. und 18. Jahrhunderts interpretiert.

## Dirigent
2008 debütierte Rubén Dubrovsky mit Antonio Vivaldis Orlando furioso an der Oper Bonn als Dirigent. Im selben Jahr wurde unter seiner Leitung das Teatre Martín i Soler im Palau de les Arts in Valencia mit L’arbore di Diana (Martín y Soler / Lorenzo Da Ponte) eröffnet. 2011 leitete er die Erstaufführung von Claudio Monteverdis L’incoronazione di Poppea an der Semperoper in Dresden, 2013 die österreichische Erstaufführung von Nicola Porporas Polifemo im Theater an der Wien, 2014 am Theater Kiel die erste szenische Produktion von Jean-Baptiste Lullys Atys außerhalb Frankreichs. Weitere Opern-Dirigate führten ihn unter anderem an das Bolschoi in Moskau, nach Köln, Heidelberg, Darmstadt, St. Gallen, Mannheim und an das Staatstheater am Gärtnerplatz in München. Neben seinen zahlreichen Händel- und Mozart-Prvidalaoduktionen widmete sich Rubén Dubrovsky mit Gioachino Rossinis Tancredi und La cenerentola auch dem Belcanto sowie dem Werk Christoph Willibald Glucks. Neben seiner Tätigkeit als Operndirigent widmet sich Rubén Dubrovsky auch dem symphonischen Repertoire zwischen dem 18. Jahrhundert und der Gegenwart.
Ab der Spielzeit 2023/2024 übernimmt Dubrovsky das Amt als Chefdirigent des Staatstheaters am Gärtnerplatz in München.

## Volksmusik
Rubén Dubrovsky widmet sich intensiv der argentinischen Volksmusik und deren Erforschung. Mit dem argentinischen Ensemble Llajtaymanta trat er in den 1980er-Jahren bei lokalen Festivals auf, wobei er sich an dem originalen Klangbild der südamerikanischen Volksmusik orientiert und folkloristische Tendenzen vermeidet. Die Beschäftigung mit dieser Musiksparte beeinflusste auch seine Sicht auf die Interpretation europäischer Barockmusik. Das Ergebnis seiner Arbeit fand unter anderem auch seinen Niederschlag auf der CD Vidala – Argentina and Roots of European Baroque eine Aufnahme, die zweifach (Grenzgänge und Weltmusik) für den Preis der deutschen Schallplattenkritik nominiert wurde.

## Unterrichtstätigkeit
Rubén Dubrovsky wirkte unter anderem als Violoncello- und Kammermusiklehrer bei der Austria Barock-Akademie, deren künstlerischer Leiter er war. Darüber hinaus gab er Meisterklassen am Moskauer Konservatorium, am Gnessin-Institut Moskau, an der Northwestern University in Chicago, am Mozarteum Salzburg, an der Civica Scuola di Musica Claudio Abbado in Mailand, an der Musik und Kunst Privatuniversität der Stadt Wien, der Universität Belgrad und am Conservatorio Nacional de Música "Carlos López Buchardo" in Buenos Aires.

## Diskografie
- 2009: Martin y Soler: L’arbore di Diana, DVD, Iberautor
- 2014: Claudio Monteverdi: Selva Morale, DVD, ORF
- 2015: Vidala: Argentina and Roots of Italian Baroque, CD, Gramola
- 2017: Georg Friedrich Händel: Messiah, DVD and Blu-ray, Naxos
- 2017: Georg Friedrich Händel: Messiah, CD, Gramola
- 2017: Pace e guerra, Arien für Bernacchi, CD, Sony/Deutsche Harmonia Mundi
- 2018: Hommage á Vivaldi, CD, Sony
- 2018: Antonio Vivaldi: Stabat Mater & Gloria, CD, Gramola

## Konzertdokumentation
Neben den CD- und DVD-Aufnahmen war Rubén Dubrovsky mehrfach in vom ORF übertragenen Konzerten zu erleben. Zudem wirkte er an der Seite des Ethnomusikologen Gerhard Kubik bei der Konzertdokumentation Bach to the roots mit.